# Niesijärvi (sjö, lat 67,03, long 25,97)
Niesijärvi är en sjö i Finland. Den ligger i kommunen Rovaniemi i landskapet Lappland, i den norra delen av landet, 800 km norr om huvudstaden Helsingfors. Niesijärvi ligger 195,7 meter över havet. Den är 7,8 meter djup. Arean är 98,5 hektar och strandlinjen är 9,48 kilometer lång. Sjön  ingår i Kemi älvs huvudavrinningsområde. 